# LOST CRUSADERS
『LOST CRUSADERS』（ロスト・クルセイダース）は、日本のロックバンド、BEAT CRUSADERSのライブ・アルバム。2010年12月15日、デフスターレコーズよりリリース。

## 概要
- BEAT CRUSADERSとしては最初で最後のライブアルバム。ライブ音源の発表は2008年発売のシングル「WINTERLONG」以来約3年ぶりとなる。
- 本作はラスト・ライブとなった2010年9月4日の「OTODAMA '10 ～音泉魂～」の模様を収録。また、永続仕様としてDVD付き、Blu-ray Disc付きの2形態で発売され、いずれも前述のラスト・ライブの模様に加え、シークレット出演し、最期のライブハウス出演となった下北沢シェルターでのライブ映像、さらにドキュメンタリー映像などが収録されている。なお、DVDとBlu-ray Discとで特典映像の収録内容が異なる（後述）。
- 初回仕様限定盤はスペシャルパッケージ（ロングデジパック）仕様。

## 収録曲

### CD
1. 〜SASQUATCH〜 (2:55)
2. LOVE DISCHORD (3:36)
3. E.C.D.T. (1:50)
4. MC〜コール (3:08)
5. IMAGINE? (3:04)
6. SUPERCOLLIDER (2:52)
7. DAY AFTER DAY (4:07)
8. PERFECT DAY (3:29)
9. CHINESE JET SET (3:42)
10. GHOST (3:57)
11. BANG! BANG! (3:04)
12. FEEL (2:43)
13. BE MY WIFE (3:17)
14. アンコール1 (1:27)
15. FOOL GROOVE (3:41)
16. Give It Up (6:02)
17. アンコール2 (3:39)
18. HIT IN THE USA (4:34)

### DVD / Blu-ray Disc
「トーク&セッション」はBlu-ray盤のみ収録。DVD盤には代わりに「トーク&セッション予告編」が収録されている。
1. 散開コメント
2. 〜SASQUATCH〜
3. LOVE DISCHORD
4. E.C.D.T.
5. CHRISTINE
6. SHOOTING STAR
7. 仮面の告白 1
8. トーク＆セッション「ヒダカ×中村一義」1
9. IMAGINE?
10. SUPERCOLLIDER
11. DAY AFTER DAY
12. トーク＆セッション「タロウ×上原子友康」1
13. 仮面の告白 2
14. トーク＆セッション「ケイタイモ×佐久間正英」1
15. JAPANESE GIRL
16. DISASTER
17. WINDOM
18. トーク＆セッション「マシータ×トロピカルゴリラ」1
19. PERFECT DAY
20. CHINESE JET SET
21. GHOST
22. トーク＆セッション「クボタ×木村世治」1
23. 仮面の告白 3
24. トーク＆セッション「ヒダカ×中村一義」2
25. 5 UGLIES FATTY HEAD
26. FREEDOM
27. CAPA-CITY
28. Situation
29. SECOND THAT EMOTION
30. トーク＆セッション「ケイタイモ×佐久間正英」2
31. 仮面の告白 4
32. トーク＆セッション「タロウ×上原子友康」2
33. BANG! BANG!
34. FEEL
35. BE MY WIFE
36. トーク＆セッション「クボタ×木村世治」2
37. 仮面の告白 5
38. トーク＆セッション「ヒダカ×中村一義」3
39. STATIC BITER
40. トーク＆セッション「マシータ×トロピカルゴリラ」2
41. DROOG IN A SLUM
42. トーク＆セッション「ヒダカ×中村一義」4
43. FOOL GROOVE
44. Give It Up
45. HIT IN THE USA